# Club Bàsquet Cornellà
El Club Bàsquet Cornellà (CB Cornellà) és un club de bàsquet de Cornellà de Llobregat fundat l'any 1929 per Llorenç Cabestrero, Actualment el seu primer equip juga a la conferència C de la Lliga EBA.
Fundat inicialment amb el nom d'Unió Social Club de Bàsquet Cornella l'any 1929 i tenia el suport de la Unió Social, entitat local promotora de nombroses iniciatives culturals. Per aquest motiu, el primer uniforme del club estava format per samarreta blava i calço blanc amb la vocal U o bé la lletra S al pit, com a referència a l'entitat. Durant aquest primer període, el club aconseguí el subcampionat de Catalunya de segona categoria el 1935. Després de la Guerra Civil, el club refunda amb el nom de Club Bàsquet Cornellà, després de perdre forçadament la denominació de la Unió Social i quedant vinculat a l'organisme Educación y Descanso, secció del Sindicat Vertical. En aquesta nova etapa, es funda l'equip femení a principis dels anys quaranta, malgrat les restriccions morals i el rebuig de determinats organismes locals. Tanmateix no fou l'única iniciativa femenina que es va portar a terme al municipi.
La temporada 1948-49 el club va competir a la primera categoria catalana, però durant la dècada dels seixanta baixà a categories territorials i després d'uns resultats prou dolents, es va dissoldre l'entitat en la temporada 1963-64. No obstant, després de quatre anys d'inactivitat fou refundat el 1968, assolint el subcampionat provincial. Anys més tard, el club va debutar en competicions estatals aconseguint l'ascens a la Segona Divisió la temporada 1986-1987 i la 1992-93 aconseguí tres títols, essent la seva millor temporada: campió de la Lliga Catalana, campió del Grup B de la Primera Divisió i campió absoluta de la mateixa, guanyant d'aquesta forma una plaça d'accés a jugar a la lliga ACB. però que no va poder fer efectiva al no disposar de capital necessari per competir-hi. Per altra banda, guanyà el títol de la conferència est de la Lliga EBA els anys 1996, 1999 i 2000, la Copa d'Espanya el 1999 i 2000 i el Campionat d'Espanya de l'EBA el 2000. També fou campió de la Lliga Catalana de la seva categoria en tres ocasions, 1993, 1994, 1997. Durant la temporada 1999-2000 jugà a la LEB II i disputà alguna temporada a la LEB Or. El 2010 intercanvià la plaça de la lliga LEB amb el CB Sant Josep i tornà a la lliga EBA.
Col·laborador habitual amb el FC Barcelona en la formació de joves talents des de l'any 1992, alguns dels jugadors més destacats que han passat per l'equip són Pau Gasol, Roberto Dueñas o Oriol Junyent. També va destacar com a entrenador Manolo Flores, que dirigí l'equip en la consecució del campionat de la Primera Divisió Nacional.